# Zelenjadarstvo
Zelenjadarstvo je kmetijska panoga, ki se ukvarja z gojenjem zelenjave oziroma rastlin izključno za človeško prehrano. Zelenjadarstvo se izvaja bodisi na prostem ali v zaščitenih prostorih (rastlinjaki ...). 
Zelenjadarstvo na prostem zajema med drugim pripravo tal, setev oziroma sajenje sadik, gnojitev, namakanje in drugo oskrbo posevka (ročno ali avtomatizirano), spravilo ter naposled skladiščenje. Zelenjadarstvo v zavarovanih prostorih omogoča vzpostavitev drugačnih pogojev, kot so na prostem, in s tem gojenje zelenjave znatno prej v letu ali tudi gojenje zelenjave, ki sicer na prostem v določenem okolju ne uspeva.